# Eino Tamberg
Eino Tamberg (Tallinn, 27 de maig de 1930 – ibídem, 24 de desembre de 2010) fou un compositor estonià.

## Biografia
Tamberg va néixer a Tallinn. Va estudiar composició musical amb Eugen Kapp al Conservatori de Tallinn, i va graduar-se el 1953. A Estònia va ser conegut per les seves obres Viis romanssi Sándor Petöfi luulele (1955) basada en les poesies de Sándor Petőfi, i pel seu Concerto Grosso (1956), pel qual va guanyar la Medalla d'Or al Festival Internacional de Música de Moscou. Tamberg va ser un important iniciador del moviment anti-romàntic de finals dels 1950. La seva visió de la música pertanyia a l'anomenada Nova Ona de la història musical d'Estònia. Va adquirir fama en la dècada de 1960 escrivint música en diversos gèneres, en particular per a obres de teatre i obres simfòniques.
Tamberg va ser un dels màxims representants del neoclassicisme en la música estoniana, malgrat que les seves darreres peces eren més expressionistes. Des de 1969 va impartir classes a l'Acadèmia de la Música d'Estònia, fins al 1983. En la temporada 1997-1998 va ser compositor resident de l'Orquestra Simfònica Nacional d'Estònia.

## Obres
Els seus treballs més notables són el ballet Johanna tentata (1971) i el Concert per a trompeta núm.1 (1972). Aquest últim és un dels treballs més populars i interpretats, no només a Europa sinó també a Hong Kong i Singapur, i va ser enregistrat per Håkan Hardenberger. Tamberg també va escriure concerts per a violí (1981), saxofon (1987), clarinet (1996), fagot (2000), violoncel (2001) i un segon concert per a trompeta (1997).
La seva segona òpera, Cyrano de Bergerac, va ser estrenada el 1976. Les seves influències romàntiques mostren les convencions del Barroc i del bel canto. Consisteix en tres actes i un epíleg (Op. 45) i va ser escrita el 1974 amb llibret de Jaan Kross, basada en una obra d'Edmond Rostand.
Pel 50è aniversari de les Nacions Unides (1995) va escriure la seva Celebration Fanfaresse que va ser estrenada a Nova York sota la direcció de Neeme Järvi.

## Fons
- Merike Vaitmaa. New Grove Dictionary of Opera, editat per Stanley Sadie (1992). ISBN  0-333-73432-7 i ISBN  1-56159-228-5
- Pàgina de Tamberg al Centre d'Informació de Música d'Estònia